# SoftBank 201M
RAZR M 201M（レーザー エム ニーマルイチエム）は、モトローラ・モビリティによって開発された、ソフトバンクモバイルの第3.9世代移動通信システム（SoftBank 4G）端末である。SoftBank スマートフォンシリーズのひとつ。OSはAndroid 4.0を搭載している。

## 概要
ソフトバンクモバイルとしては初、ボーダフォン時代を含めれば2004年に発売された702MO／702sMO以来8年ぶりとなるモトローラ製端末である。
アメリカで発売されているDroid Razr Mの日本国内ローカライズモデルであり、日本向けに新たにおサイフケータイに対応している。アメリカで発売されているモデルはLTE(FDD-LTE)に対応しているが、日本モデルではAXGP(TD-LTE)に対応している。
ブラックの背面には、RAZRシリーズでおなじみのKEVLARファイバーを採用しており、高い強度を実現している。
なお、ワンセグ・赤外線通信には非対応。防水機能も防滴機能(IPX2)にとどまっている。

## Android 4.1での変更点
2013年3月19日にAndroid 4.1へのアップデートが開始されたが、2013年3月22日に原因不明の不具合が発生しているとしてアップデートを一時停止した。その後、2013年4月15日にアップデートの配信が再開された。
アップデートに伴う変更点・機能の追加は以下のとおり。
- Google Now機能への対応。
- Eメールなど、通知パネルの情報追加。

## その他機能
| 主な対応サービス       | 主な対応サービス  | 主な対応サービス                       | 主な対応サービス       |
| ---------------------- | ----------------- | -------------------------------------- | ---------------------- |
| タッチパネル           | qHD液晶 4.3インチ | フルブラウザ                           | SoftBank 4G            |
| バッテリー容量 1940mAh | テザリング        | WiFi                                   | GPS(GPS+GLONASS)       |
| 800万画素カメラ        | ワンセグ          | デジタルオーディオプレーヤー(AAC)(WMA) | おサイフケータイ／NFC  |
| Bluetooth              | 赤外線通信        | 緊急速報メール                         | 防滴(IPX2)／防水／防塵 |

## 歴史
- 2012年9月5日 - モトローラ・モビリティよりグローバルモデル発表。この時点で販売キャリアは未発表ながらもRAZR Mが日本国内で販売される事が予告された。
- 2012年10月9日 - ソフトバンクモバイルより日本モデル発表。
- 2012年10月26日 - 発売開始[3]。
- 2013年3月19日 - Android 4.1へのアップデート開始。
- 2013年3月22日 - 不具合によりAndroid 4.1へのアップデートを停止。原因は非公表。
- 2013年4月15日 - Android 4.1へのアップデートを再開[4]。